# Filip Kljajić
Filip Kljajić, född 16 augusti 1990 i Belgrad, är en serbisk fotbollsspelare.
Kljajić spelade 1 landskamp för det serbiska landslaget.